# 奥列格·科诺年科
奥列格·德米特里耶维奇·科诺年科（俄语：Олег Дмитриевич Кононенко，羅馬化：Oleg Dmitriyevich Kononenko，1964年6月21日—）是俄罗斯第102位宇航员，世界第473位宇航员。
科诺年科在国际空间站进行了五次（包括进行中为期一年的飞行）长时间飞行，累计在轨时间超过1111天，是目前在太空中累计停留时间最长的人类。

## 早年
1964年6月21日出生于苏联土库曼苏维埃社会主义共和国查尔朱。中学时代在一个艺术学校度过，在乌克兰接受高等教育后移居俄罗斯。1988年毕业于以尼·叶·茹科夫斯基命名的哈爾科夫航空学院。毕业后在俄羅斯航太進步国家太空火箭研究生产中心薩馬拉分部设计局工作，主要从事航天器电力系统的开发。

## 宇航员生涯
1996年3月29日成为测试宇航员候选人。1996年6月至1998年3月在加加林宇航员培训中心接受了航天基础训练，并于1998年3月20日正式成为测试宇航员。
2001年12月到2002年4月，他与根纳季·帕达尔卡一起接受了联盟TM-34（远征3）备用任务队员的培训。2002年4月到2004年2月，他被指定为远征9正式任务队员，与根纳季·帕达尔卡和美国宇航局宇航员迈克尔·芬克接受了专业培训；后又作为远征11正式任务队员，与美国宇航局宇航员约翰·菲利普斯接受了培训。后由于远征计划的调整，他的任务计划被延期。
2006年6月2日至6月10日，他和谢尔盖·沃尔科夫、丹尼尔·塔尼等队员参加了乌克兰塞瓦斯托波尔的水下专业培训。

### 远征17

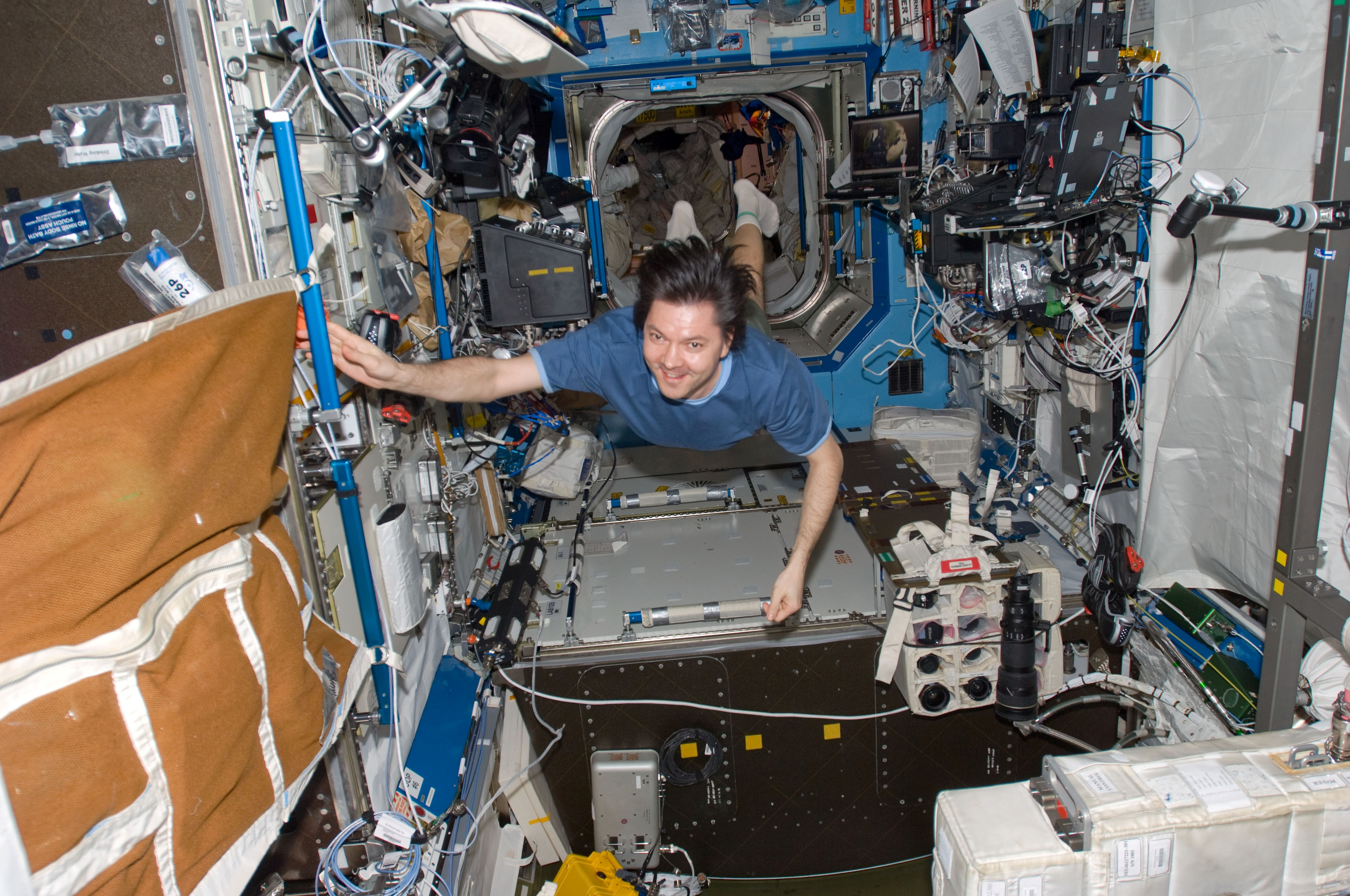
远征17

2008年4月8日11时16分，联盟TMA-12号载人飞船在哈萨克斯坦的拜科努尔发射场发射升空。其中，谢尔盖·沃尔科夫担任指令长，科诺年科是飞行工程师，李素妍是太空飞行参与者。科诺年科随身携带了几支画笔，以便体验失重状态下绘画的乐趣并在太空举办个人小型“画展”。
2008年7月10日18时48分，他和沃尔科夫走出舱门，开始了太空行走任务。他们的主要目标是拆除联盟号飞船上的一颗爆炸螺栓，以解决之前的飞船着落困难问题。此任务具有一定的危险性。科诺年科用一把锯齿状的刀切开螺栓外部的绝缘材料，然后安装上消除静电的设备，最后沃尔科夫成功用扳手拧下了这枚长约7.5厘米的螺栓。
2008年10月24日3时36分，联盟TMA-12载人飞船返回舱成功降落在哈萨克斯坦阿尔卡雷克市以北的草原上。上面载有科诺年科、谢尔盖·沃尔科夫和太空游客理查德·加里奥特。

### 远征30/31
2011年12月21日，联盟TMA-03M载人飞船成功升空，并于12月23日与国际空间站对接。本次执行任务的3名航天员分别是科诺年科、美国宇航员唐纳德·佩蒂特以及欧洲空间局的荷兰人安德烈·凯珀斯。
2012年2月12日，他和安东·什卡普列罗夫进行了6小时15分钟的舱外活动。他们在星辰号服务舱外安装了一个防护罩以保护空间站，使其免受太空碎片的影响。
5月26日9时23分，科诺年科和唐纳德·佩蒂特缓缓打开了连接国际空间站和谐号节点舱和龙飞船的舱门，标志着第一艘商业飞船与国际空间站成功对接。
他和队员还在太空进行了“失重环境下的生物酶表现”和“骨骼钙流失”等实验。7月1日，联盟TMA-03M号飞船返回舱安全降落在哈萨克斯坦的草原上。

### 远征44/45

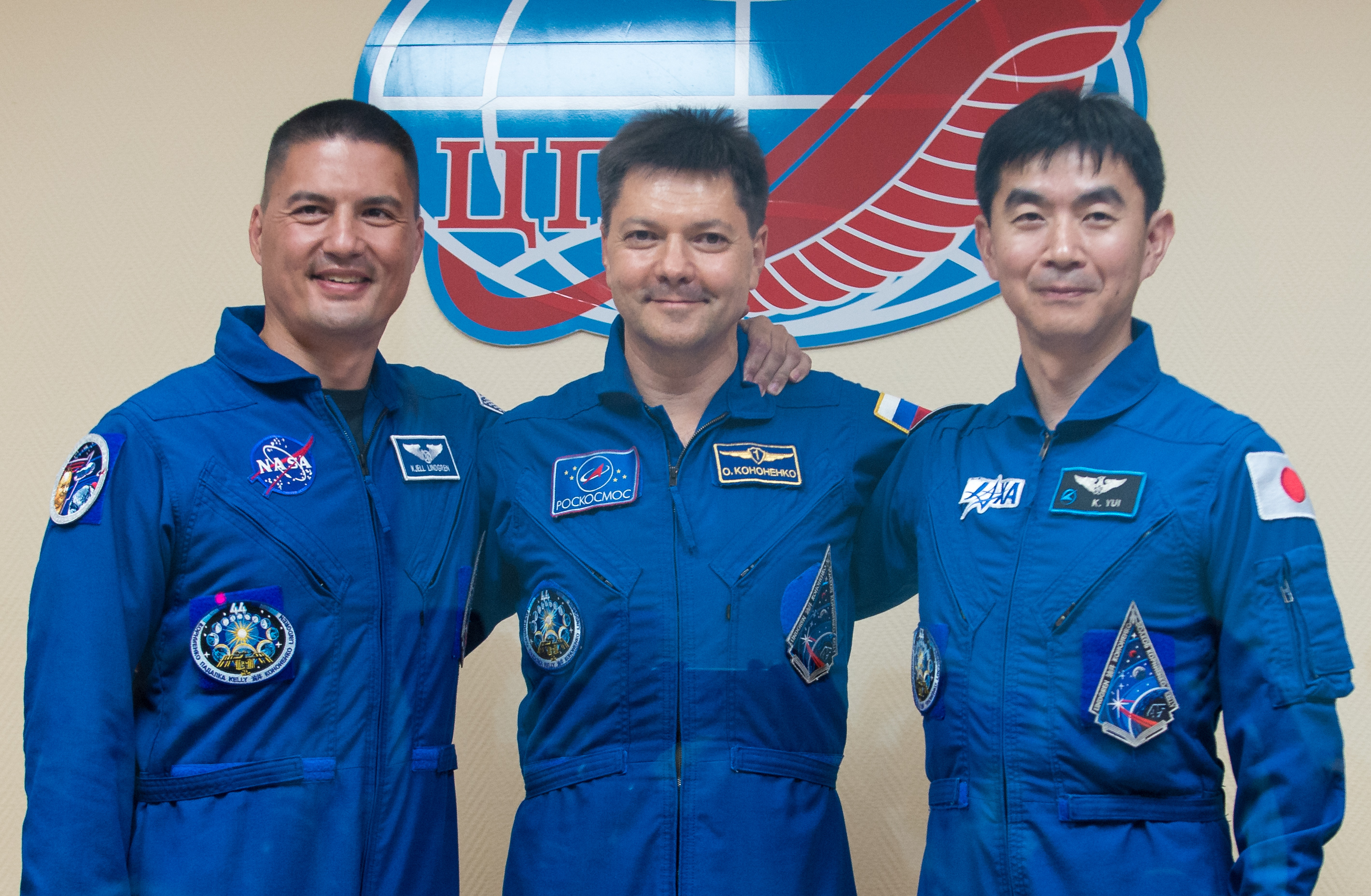
远征44

2015年7月23日，联盟TMA-17M飞船在发射升空途中，虽然左侧的太阳能电池板未能成功打开，但右侧太阳能电池板正常工作并充分保证了飞船所需动力。最终在发射数小时后成功与空间站对接。任务队员包括指令长科诺年科、日本宇航员油井龟美也，以及美国宇航员谢尔·林德格伦。
2015年12月11日，联盟TMA-17M成功降落在距离哈萨克斯坦杰兹卡兹甘市121公里远的地方。

### 远征57/58/59

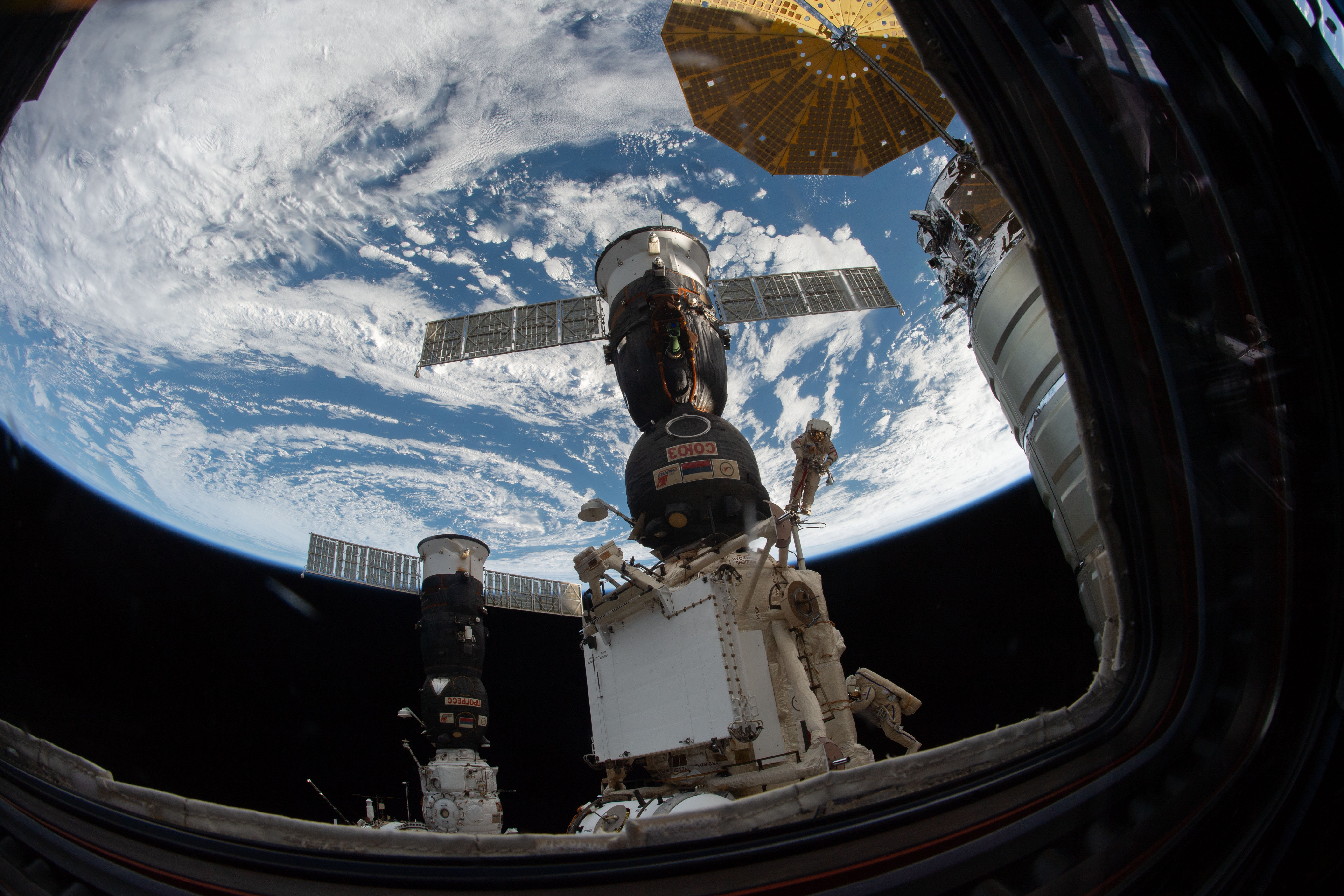
2018年12月11日太空行走

2018年12月3日11时31分，联盟MS-11号飞船在拜科努尔发射场成功发射。10分钟后，该飞船与第三级火箭成功分离，进入近地轨道，并自主飞向国际空间站。此次任务组成员包括指令长科诺年科、飞行工程师加拿大航天员大卫·圣雅克和美国航天员安妮·麦克莱恩。
12月11日，他和谢尔盖∙普罗科皮耶夫进行了一次舱外作业，对联盟MS-09号飞船外舱壁进行了检查。在第一次尝试使用止血钳取样时，一段被切断的飞船钻孔封胶样品漂到了太空。
2019年5月29日，他与奥夫奇宁进行了一次舱外作业。主要任务是为搜索号小型试验舱和曙光号功能货舱间通道安装扶手。整个过程持续6小时1分钟。
6月25日，他和队员乘坐联盟MS-11飞船在哈萨克斯坦成功着陆。

## 生涯统计
| # | 往返载具    | 发射时间（UTC）        | 任务代号     | 着陆时间（UTC）        | 时长总计      | 舱外活动次数 | 舱外活动时长 |
| - | ----------- | ---------------------- | ------------ | ---------------------- | ------------- | ------------ | ------------ |
| 1 | 联盟TMA-12  | 2008年4月8日11时16分   | 远征17       | 2008年10月24日3时36分  | 198日16时20分 | 2            | 12时12分     |
| 2 | 联盟TMA-03M | 2011年12月21日13时16分 | 远征30/31    | 2012年7月1日8时14分    | 192日18时58分 | 1            | 6时15分      |
| 3 | 联盟TMA-17M | 2015年7月22日21时02分  | 远征44/45    | 2015年12月11日13时12分 | 141日16时9分  | 0            | 0            |
| 4 | 联盟MS-11   | 2018年12月3日11时31分  | 远征57/58/59 | 2019年6月25日2时48分   | 203日15时16分 | 2            | 13时46分     |
|   |             |                        |              |                        | 736日18时43分 | 4            | 26时12分     |

### 太空行走统计

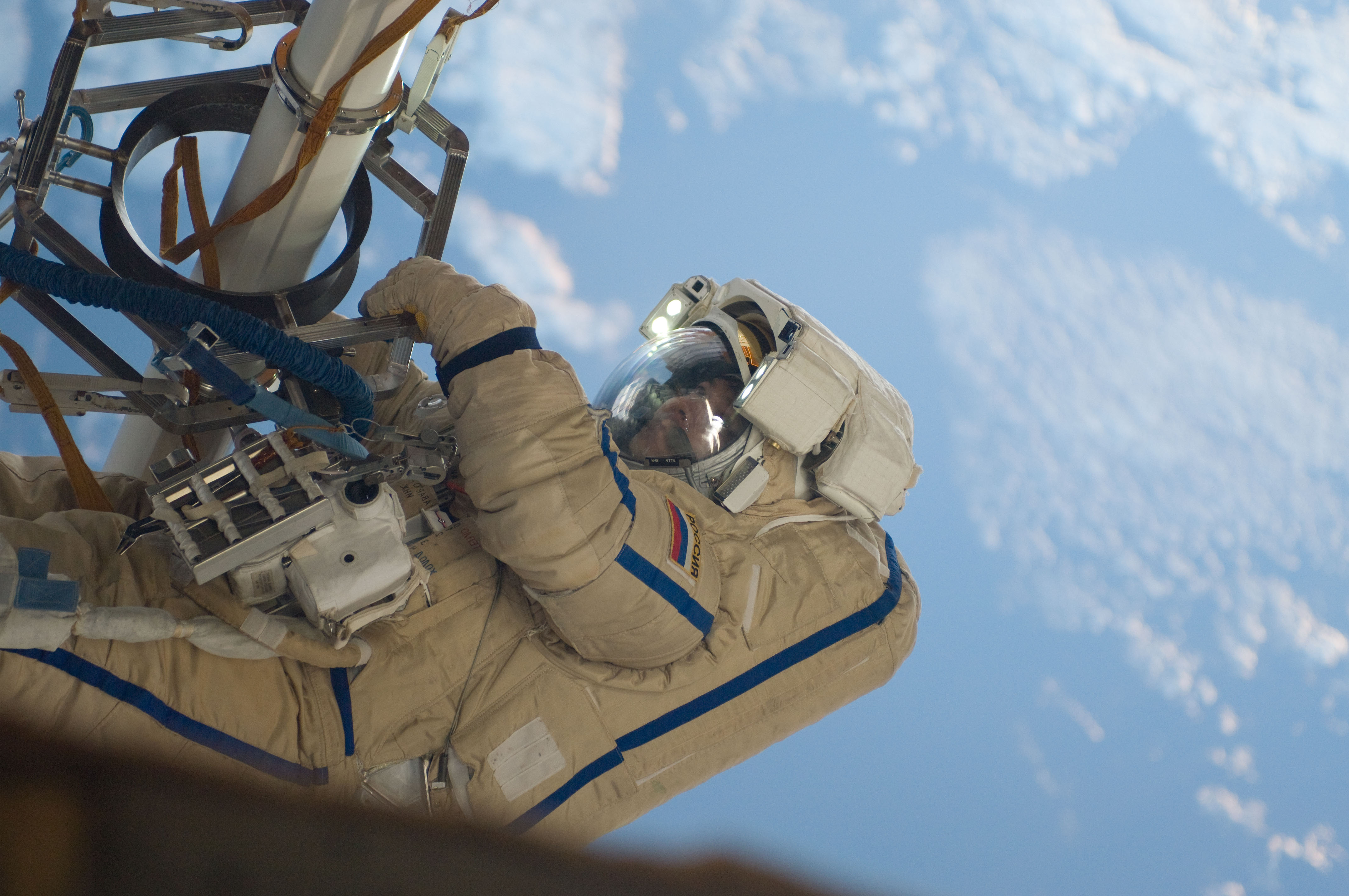
2012年2月12日太空行走

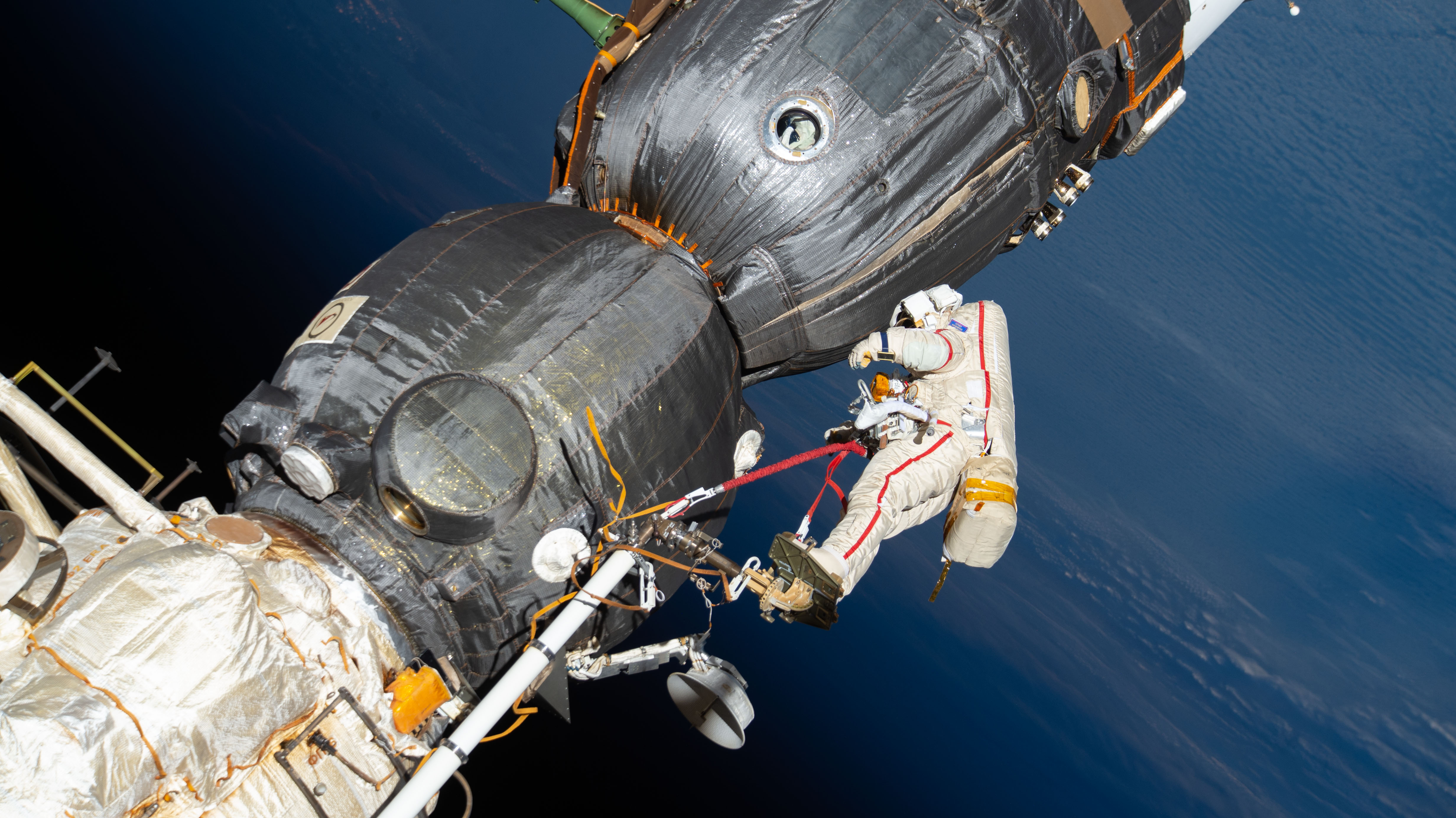
2018年12月11日太空行走

| #      | 日期（UTC）    | 同伴                | 持续时长 |
| ------ | -------------- | ------------------- | -------- |
| 1      | 2008年7月10日  | 谢尔盖·沃尔科夫     | 6时18分  |
| 2      | 2008年7月15日  | 谢尔盖·沃尔科夫     | 5时54分  |
| 3      | 2012年2月16日  | 安东·什卡普列罗夫   | 6时15分  |
| 4      | 2018年12月11日 | 谢尔盖·普罗科皮耶夫 | 7时45分  |
| 5      | 2019年5月29日  | 阿列克谢·奥夫奇宁   | 6时01分  |
| 总时长 | 总时长         | 总时长              | 32时13分 |

## 荣誉
- 美國宇航局太空飛行獎章

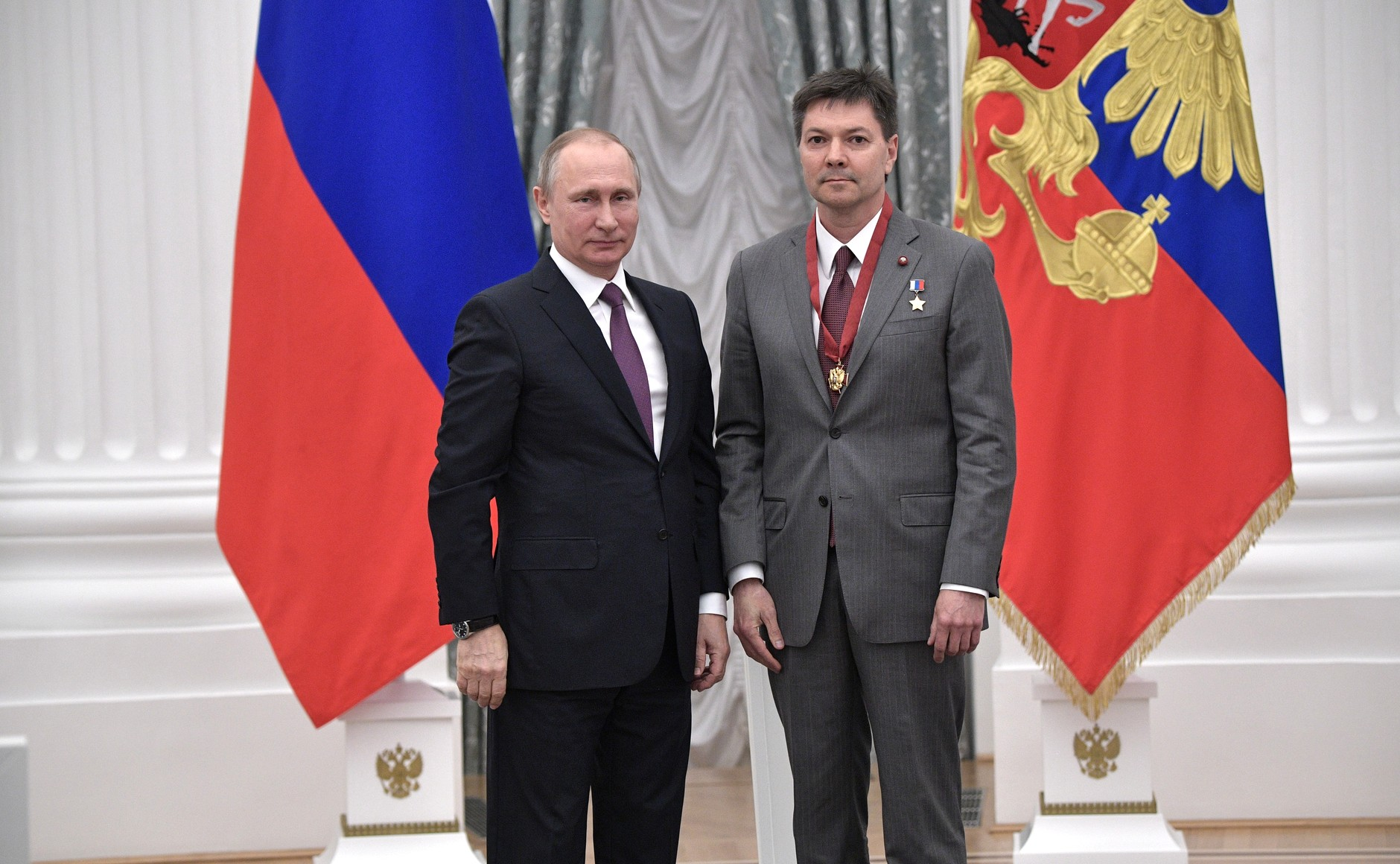
2017年授奖仪式与普京合影

- 俄罗斯联邦宇航员和俄罗斯联邦英雄荣誉称号（2009年）
- 土库曼斯坦“总统之星”勋章（2009年）[22]
- 加加林荣誉市民（2011年）
- 太空探索优异奖章（2011年）[23]
- 四级“祖国功勋”勋章（2014年）[24]
- 奧蘭治-拿騷勳章官佐勋位（2016年）[25]
- 三级“祖国功勋”勋章（2017年）[26]